# Lil Picard
Lil Picard, nacida Lilli Elisabeth Benedick, (Landau in der Pfalz, 4 de octubre de 1899–Nueva York, 10 de mayo de 1994) fue una actriz de cabaré, artista, periodista, crítica cultural y feminista alemana con nacionalidad estadounidense, que participó en varias generaciones de la contracultura y el vanguardismo en Berlín y en Nueva York.

## Trayectoria
Lil Picard, nació como Lilli Elisabeth Benedick el 4 de octubre de 1899, en Landau, Alemania. Fue la única hija del matrimonio formado por Jakob, productor y comerciante de vino, y Rosalie Benedick. Pasó la infancia y la adolescencia en Estrasburgo. Intentando huir de sus padres, encontró refugio en los libros. Gracias a la revista Westermann Monashefte se introdujo en el arte y comenzó a dibujar a una edad temprana. y tomó clases de ballet y de canto con la madre del escritor dadaísta, Walter Mehring.
Tras terminar sus estudios de secundaria, Picard estudió literatura y arte en Berlín. En 1918, a la edad de 19 años, comenzó una relación con Fritz Picard, un anticuario de libros e intelectual, con quien comenzó a vivir en Berlín en contra de la voluntad de sus padres. La pareja, rodeada de los artistas, escritores, compositores y cineastas que se habían trasladado a Berlín después de la Primera Guerra Mundial, se casó en 1921. Picard se convirtió en una actriz de cabaré o cabaretera, llegando a interpretar un pequeño papel en la película Varieté. También participó en el movimiento dadaísta de Berlín, relacionándose con los dadaístas George Grosz, Hugo Ball y Richard Huelsenbeck y con los artistas Bertolt Brecht, Otto Dix y Hans Hoffman.
En 1926, se separó de Fritz Picard. Debido a una afección cutánea (herpes zóster), su carrera en el mundo del espectáculo terminó y Picard se volcó en el periodismo. Escribió folletines para el Berliner Börsenkurier y trabajó como diseñadora de moda y modelo. En 1933, año en el que Hitler accede al poder, se convirtió en editora de moda de la revista Zeitschrift für Deutsche Konfektion y en reportera cultural de moda y complementos de mujer del Berliner Tageblatt, entre otras publicaciones. Además, trabajó como corresponsal de arte para Kunstforum International y para el diario Die Welt.
En 1935, Picard se casó con el banquero Hans Felix Jüdell. Debido a la persecución contra los judíos, Hans cambió su nombre a Henry Odell u O'Dell para poder continuar con su carrera.
En noviembre de 1936, Picard y su marido emigraron a Nueva York después de que le retiraran sus credenciales de prensa por su origen judío y por las crecientes políticas antisemitas. En Nueva York, Picard comenzó a pintar y exponer sus obras, trabajando también como periodista durante más de tres décadas para Arts Magazine, East Village Other o Interview. Se convirtió además, en la dueña de la tienda De Lil, ubicada en la Avenida Madison, especializada en sombreros personalizados, mostrando así su faceta de diseñadora de moda.
En la década de 1960, Picard realizó pinturas, collages y ensamblajes artísticos y era conocida como una de las habituales de The Factory de Andy Warhol. Su peformance de 1967, Construcción-Destrucción-Construcción, en la Galería Judson Church, fue filmada por Warhol. También participó en performances feministas con Carolee Schneemann y Yoko Ono.
En esta etapa, formó parte del grupo de artistas de William Copley que se reunía en un piso ubicado en el barrio, Upper West Side; y de NO! Art group, en el que junto a Boris Lurie, Sam Goodman y Stanley Fisher, buscaban rebelarse contra el expresionismo abstracto y los inicios del arte pop.
En 1981, Silvianna Goldsmith realizó una película biográfica sobre Picard, en la que mostraba su vida y desarrollo artístico entre 1940 y 1970, en 16mm y duración de 28 minutos. Picard fue pareja de los artistas Alfred Jensen y Ad Reinhardt.  Murió en Nueva York el 10 de mayo de 1994, a la edad de 94 años.

## Obra
Los collages y ensamblajes de Picard se caracterizaron por usar pinceladas gruesas y coloridas sobre montajes que incluían recortes de papeles de uso cotidiano como entradas de teatro, etiquetas de botellas de vino o cualquier objeto conseguido en la calle. Como periodista, se dedicó a escribir artículos y críticas sobre los artistas de Nueva York y sus textos se publicaron en medios alemanes y estadounidenses. Como cabaretista, actuó por primera vez al público con 65 años en el Café au Go Go, ubicado en el sótano del edificio New Andy Warhol Garrick Theatre en Manhattan, así como en las producciones musicales de Jon Hendricks y Charlotte Moorman. Además fue una activista que luchó por el feminismo y contra la guerra, con espectáculos en los que criticaba hechos de su época, como la Guerra de Vietnam y la manipulación de las mujeres por parte de los medios y la publicidad, influenciada por la sátira política de Berlot Brecht.
Como actriz participó en los documentales: Grimaces (1967), The Fall (1969), y Underground and Emigrants (1976).

## Exposiciones
- 1960 - Solo Show. David Anderson Gallery. Primera muestra individual.
- 1968 - Protest-Action. Con Wolf Vostell en el Pabellón italiano de la 34° Bienal de Venecia.[16]
- 1976 - Goethe House.
- 1976 - Ronald Feldman Gallery.
- 1976 - Holly Solomon Gallery.
- 1978 - Neue Berliner Kunstverein, Berlín.
- 2010 / 2011 - Lil Picard and Counterculture New York. Grey Art Gallery, Universidad de Nueva York, premiere en 2010 y Museo de Arte Stanley de la Universidad de Iowa, durante primavera de 2011.[17][18][19]